# Трезівіо
Трезівіо (італ. Tresivio) — муніципалітет в Італії, у регіоні Ломбардія, провінція Сондріо.
Трезівіо розташоване на відстані близько 520 км на північний захід від Рима, 100 км на північний схід від Мілана, 7 км на схід від Сондріо.
Населення — 2029 осіб (2014).
Щорічний фестиваль відбувається 29 червня. Покровитель — San Pietro.

## Демографія
Населення за роками:

Станом на 1 січня 2023 року в муніципалітеті офіційно проживало 77 іноземців з 27 країн, серед них 18 громадян країн Євросоюзу та 3 громадяни України.

## Сусідні муніципалітети
- Монтанья-ін-Вальтелліна
- П'ятеда
- Поджриденті
- Понте-ін-Вальтелліна